# 格里莫 (约讷省)
格里莫（法語：Grimault，法語發音：[ɡʁimo]）是法国勃艮第-弗朗什-孔泰大区约讷省的一个市镇，位于该省东南部，属于阿瓦隆区。

## 地理
格里莫（47°39'6"N, 3°59'13"E）面积23.77 平方千米，位于法国勃艮第-弗朗什-孔泰大區约讷省，该省份为法国中北部内陆省份，西接卢瓦雷省，西北接塞纳-马恩省，南至涅夫勒省，东临科多尔省，东北与奥布省接壤。
与格里莫接壤的市镇（或旧市镇、城区）包括：努瓦耶、茹昂西、茹拉维尔、马桑吉、尼特里、萨里。

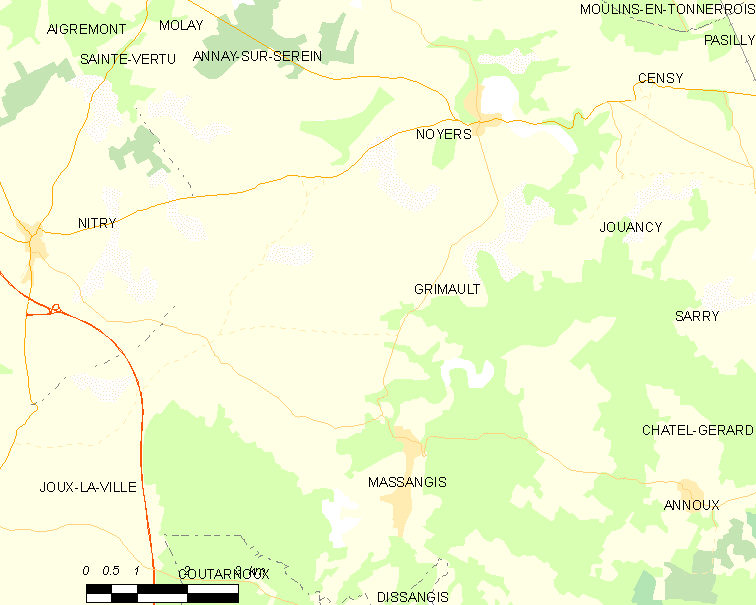
的OSM定位图

格里莫的时区为UTC+01:00、UTC+02:00（夏令时）。

## 行政
格里莫的邮政编码为89310，INSEE市镇编码为89194。

## 政治
格里莫所属的省级选区为沙布利县。

## 人口

1962-2008年间人口变化图示

格里莫于2022年1月1日时的人口数量为111人。